# Kondotty
Kondotty är en ort i Indien.   Den ligger i distriktet Malappuram och delstaten Kerala, i den södra delen av landet, 1 900 km söder om huvudstaden New Delhi. Kondotty ligger 32 meter över havet och antalet invånare är 152 839.
Terrängen runt Kondotty är huvudsakligen platt, men åt sydost är den kuperad. Runt Kondotty är det mycket tätbefolkat, med 1 095 invånare per kvadratkilometer. Kondotty är det största samhället i trakten. I omgivningarna runt Kondotty växer huvudsakligen savannskog.